# Centrum POISK
Centrum POISK (Центр «ПОИСК») jest oświatową i badawczą organizacją założoną w 2004 roku na Uniwersytecie Sankt-Petersburgskim (Rosja). Głównym celem Centrum jest zafascynowanie uczniów i studentów prowadzeniem samodzielnych badań naukowych.
Centrum POISK wspiera programy pedagogiczne, które motywują młodzież do zainteresowania się fizyką i naukami przyrodniczymi oraz włączają ją do “tego, co robi prawdziwy naukowiec” jak można najwcześniej. Działalność Centrum obejmuje bliską współpracę z czołowymi uniwersytetami i szkołami w Rosji i za granicą, łączone seminaria, regularne międzynarodowe konferencje naukowe, programy językowe oraz promocję zawodów badawczych takich jak Turniej Młodych Fizyków.
POISK oznacza po rosyjsku ‘poszukiwanie’, ale to jest również rosyjski skrót od Centrum Poparcia Olimpiad i Zawodów Intelektualnych.